# غولد كنتري

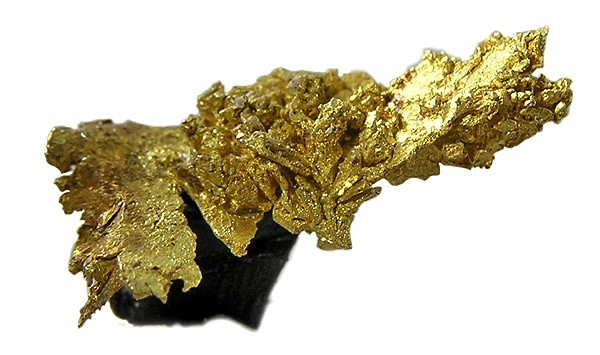
قطعة من الذهب الخام من مقاطعة أمادور، كاليفورنيا.

غولد كنتري (بالإنجليزية: Gold Country)‏ هي منطقة تقع في وسط وشرق ولاية كاليفورنيا من الولايات المتحدة. وتشتهر هذه المنطقة بالرواسب المعدنية ومناجم الذهب التي كانت السبب في جذب العديد من المهاجرين، والمنطقة المعروفة باسم فورتي ناينيرز، قدوم المهاجرين كان بسبب انتشار الذهب في كاليفورنيا عام 1849.